# Burgstall Hohenlinden
Der Burgstall Hohenlinden, auch Burg an der Winterhalde genannt, ist eine abgegangene Spornburg auf einem kleinen Bergsporn 640 m ü. NHN am Westrand der „Winterhalde“ zwischen Höllwangen und Hohenlinden, etwa 4100 Meter nordnordwestlich der Stadt Überlingen im Bodenseekreis (Baden-Württemberg).
Bei der Burganlage, von der geschichtliche Daten unbekannt sind, handelte es sich vermutlich um eine Turmburg.